# Rajd Złote Piaski 1980
Rajd Bułgarii 1980 (11. Rally Albena – Zlatni Piassatzi 1980) – 11. edycja rajdu samochodowego Rajd Bułgarii rozgrywanego w Bułgarii. Rozgrywany był od 10 do 12 maja 1980 roku. Była to siedemnasta runda Rajdowych Mistrzostw Europy w roku 1980 (rajd miał współczynnik – 3) oraz druga runda Rajdowego Pucharu Pokoju i Przyjaźni w roku 1980.

## Klasyfikacja rajdu
| Miejsce                      | Kierowca                     | Pilot                        | Samochód                     | Czas                         | Strata                       |                              |
| Klasyfikacja generalna i ERC | Klasyfikacja generalna i ERC | Klasyfikacja generalna i ERC | Klasyfikacja generalna i ERC | Klasyfikacja generalna i ERC | Klasyfikacja generalna i ERC | Klasyfikacja generalna i ERC |
| ---------------------------- | ---------------------------- | ---------------------------- | ---------------------------- | ---------------------------- | ---------------------------- | ---------------------------- |
| 1.                           | Antonio Zanini               | Jordi Sabater                | Porsche 911 SC               | 5:17:06                      | 0.0                          |                              |
| 2.                           | Błażej Krupa                 | Piotr Mystkowski             | Renault 5 Turbo              | 5:30:50                      | +13:44                       |                              |
| 3.                           | Svatopluk Kvaizar            | Jiří Kotek                   | Škoda 130 RS                 | 5:31:22                      | +14:16                       |                              |
| 4.                           | Stasys Brundza               | Anatoliy Brum                | Lada VAZ 21011               | 5:31:27                      | +14:21                       |                              |
| 5.                           | Ilia Chubrikov               | Pentzo Tserovski             | Renault 5 Alpine             | 5:38:07                      | +21:01                       |                              |
| 6.                           | Jiří Šedivý                  | Jiří Janeček                 | Škoda 130 RS                 | 5:43:05                      | +25:59                       |                              |
| 7.                           | Stoyan Kolev                 | Boyan Popov                  | Renault 5 Alpine             | 5:49:20                      | +32:14                       |                              |
| 8.                           | Václav Blahna                | Pavel Schovánek              | Škoda 130 RS                 | 5:50:12                      | +33:06                       |                              |
| 9.                           | Václav Pech sen.             | Oldřich Gottfried            | Škoda 130 RS                 | 5:57:03                      | +39:57                       |                              |
| 10.                          | Andrzej Radecki              | Romuald Zbigniew Kabulski    | FSO Polonez 2000             | 6:05:13                      | +48:07                       |                              |
| Klasyfikacja CoPaF           |                              |                              |                              |                              |                              |                              |
| 1.                           | Svatopluk Kvaizar            | Jiří Kotek                   | Škoda 130 RS                 | 5:31:22                      | 0,0                          |                              |
| 2.                           | Stasys Brundza               | Anatoliy Brum                | Lada VAZ 21011               | 5:31:27                      | +5                           |                              |
| 3.                           | Jiří Šedivý                  | Jiří Janeček                 | Škoda 130 RS                 | 5:43:05                      | +11:43                       |                              |
| 4.                           | Václav Blahna                | Pavel Schovánek              | Škoda 130 RS                 | 5:50:12                      | +18:50                       |                              |
| 5.                           | Václav Pech sen.             | Oldřich Gottfried            | Škoda 130 RS                 | 5:57:03                      | +25:41                       |                              |
| 6.                           | Andrzej Radecki              | Romuald Zbigniew Kabulski    | FSO Polonez 2000             | 6:05:13                      | +33:51                       |                              |